# Green Buffaloes Football Club (féminines)
Maillots
La section féminine du Green Buffaloes Football Club est un club zambien féminin de football basé à Lusaka.

## Histoire
Les Green Buffaloes sont soutenues par l'armée zambienne. C'est le club majeur de Zambie, qui fournit la moitié des joueuses de la sélection nationale en 2020.
En 2020, le GBFC décroche le titre national en écrasant la Queens Academy 9-0 en finale.
Lors de la première édition de la Ligue des champions du COSAFA, en 2021, les Green Buffaloes atteignent les demi-finales, où elles sont défaites par les Mamelodi Sundowns (0-1). Le club décroche ensuite le titre lors de la première saison de la FAZ Women's Super League.
Les Buffaloes remportent à nouveau le championnat en 2022, en battant les YASA Queens aux tirs au but en finale (0-0, 3-2). En août 2022, le club remporte la Ligue des champions du COSAFA en prenant sa revanche sur les Mamelodi Sundowns aux tirs au but en finale (0-0, 6-5) et se qualifie pour la Ligue des champions de la CAF. Les Buffaloes y sont éliminées dès la phase de groupes, terminant derrière l'AS FAR et les Simba Queens.
En 2023, les Green Buffaloes terminent quatrièmes de la Ligue des champions du COSAFA après des défaites face aux Mamelodi Sundowns et à Costa do Sol.
Le club remporte un septième titre consécutif en championnat en 2024, terminant deux points devant les ZESCO Ndola Girls.

## Palmarès
Championnat de Zambie (8) :
- Vainqueur en 2016, 2018, 2019, 2020, 2021, 2022, 2023 et 2024[11]

Ligue des champions du COSAFA (1) :
- Vainqueur en 2022

Lusaka League (7) :
- Vainqueur en 2011, 2013, 2015, 2016, 2017, 2018 et 2019[11]

Women's Charity Shield (1) :
- Vainqueur en 2019[12]

Barbra Banda Foundation Annual Women’s Challenge Cup (1) :
- Vainqueur en 2021[13]